# Линкува
 Линкува́ (лит.  Linkuva) — город на северо-западе Литвы, административный центр Линкувского староства Пакруойского района Шяуляйского уезда.

## География
Расположен в 18 км от Пакруойиса. Есть железнодорожная станция. В 6 км от города берёт начало река Бержталис (лит. Beržtalis).

## История
Город впервые упоминается в 1371 году. Известен с XVI века. Первый католический костёл в Линкуве был построен в 1593 году. При разделе Польши отошёл к Российской Империи. Во время Первой мировой войны с лета 1915 года был оккупирован Германской империей. В 1915—1916 годах немецкой армией была построена узкоколейная железная дорога Шяуляй — Паславис (закрыта в 1996 году). До 1917 года носил название Линково. В 1937 году была открыта библиотека. После окончания войны до 1940 года находился в составе Литвы.
C 1940 года по 1990 год город был в составе Литовской ССР. Во время Второй мировой войны летом 1941 года был оккупирован немецкой армией. Освобожден в 1944 году. Город с 1950 года. Являлся административным центром Линкувского района, упразднённого 7 декабря 1959 года.
С 1990 года в составе Литвы. С 1993 года является центром Линкувского староства. 17 марта 1995 года был утверждён герб города. Автор рисунка герба — Юозас Галкус (Juozas Galkus).

## Герб города
На гербе изображена местная церковь. Трилистники символизируют сельское хозяйство, стропило — характерный изгиб реки.

## Экономика
В советское время в городе было налажено производство сыра.

## Население
| жителей | 745 | 2 077 | 1 851 | 2 144 | 1 950 | 1 876 | 2 025 | 1 797 | 1 731 |

| Год  | Численность | Численность |
| ---- | ----------- | ----------- |
| 2001 | 1803        | [ 7 ]       |
| 2002 | 1755        | [ 7 ]       |
| 2003 | 1756        | [ 7 ]       |
| 2004 | 1742        | [ 7 ]       |
| 2005 | 1715        | [ 7 ]       |
| 2006 | 1674        | [ 7 ]       |
| 2007 | 1646        | [ 7 ]       |
| 2008 | 1630        | [ 7 ]       |
| 2009 | 1631        | [ 7 ]       |
| 2010 | 1607        | [ 7 ]       |
| 2011 | 1556        | [ 7 ]       |
| 2012 | 1523        | [ 7 ]       |
| 2013 | 1442        | [ 7 ]       |
| 2014 | 1403        | [ 7 ]       |
| 2015 | 1390        | [ 7 ]       |
| 2016 | 1346        | [ 7 ]       |
| 2017 | 1345        | [ 8 ]       |
| 2018 | 1311        | [ 7 ]       |
| 2019 | 1264        | [ 7 ]       |
| 2020 | 1246        | [ 7 ]       |
| 2021 | 1283        | [ 7 ]       |
| 2022 | 1258        | [ 7 ]       |
| 2023 | 1217        | [ 7 ]       |

## Достопримечательности
- Костёл Пресвятой Богородицы (St. Virgin Mary Škaplierinės), построен в 1593 году, восстановлен после пожара в 1745 году.
- Монастырь кармелитов, построенный в 1773 году.
- Часовня 1799 года
- Синагога, построенная в 1890 году.
- Кладбище жертв Первой мировой войны.
- Парк скульптур, открытый в 2004 году.
- Школьный исторический музей.

## Известные жители
- Йонас Бучас (Jonas Bučas) — литовский экономист, доктор экономических наук, ректор Вильнюсского государственного университета (1948—1956); член-корреспондент Академии наук Литовской ССР (1946).
- Владас Гарастас — (Vladas Garastas) известный литовский баскетбольный тренер.